# 18. Szaturnusz-gála
A 18. Szaturnusz-gála az 1991-es év legjobb filmes és televíziós sci-fi, horror és fantasy alakításait értékelte. A díjátadót 1992. március 13-án tartották Kaliforniában.

## Győztesek és jelöltek
Forrás:

### Film
| Legjobb sci-fi film | Legjobb fantasyfilm |
| --- | --- |
| - Terminátor 2. – Az ítélet napja - Az örök Frankenstein - Időrés - Prayer of the Rollerboys - Ragadozó 2. - Rocketeer | - Ollókezű Edward - Tranzit a mindenhatóhoz - A halászkirály legendája - Spionfióka - Robin Hood, a tolvajok fejedelme - Warlock |
| Legjobb horrorfilm | Legjobb fiatal színész |
| - A bárányok hallgatnak - A gyilkos testrész - A sötétség követei - Gyerekjáték 3. - Dolly, a gyilkos szellem - Tortúra - Az élőhalottak éjszakája - Egy ágyban az ellenséggel | - Terminátor 2. – Az ítélet napja – Edward Furlong (John Connor) - Végtelen történet II. - Egy újabb fejezet – Jonathan Brandis (Bastian Bux) - Dolly, a gyilkos szellem – Chris Demetral (Jimmy Wade) - Prayer of the Rollerboys – Corey Haim (Griffin) - Dolly, a gyilkos szellem – Candace Hutson (Jessie Wade) - Robotvadászok – Joshua John Miller (Joshua) - Gyerekjáték 3. – Justin Whalin (Andy Barclay)                                                                         |
| Legjobb férfi főszereplő | Legjobb női főszereplő |
| - A bárányok hallgatnak – Anthony Hopkins (Hannibal Lecter) - A halászkirály legendája – Jeff Bridges (Jack Lucas) - Tortúra – James Caan (Paul Sheldon) - Robin Hood, a tolvajok fejedelme – Kevin Costner (Robin Hood) - Terminátor 2. – Az ítélet napja – Arnold Schwarzenegger (T-800) - A halászkirály legendája – Robin Williams (Parry)     | - Terminátor 2. – Az ítélet napja – Linda Hamilton (Sarah Connor) - Tortúra – Kathy Bates (Annie Wilkes) - A bárányok hallgatnak – Jodie Foster (Clarice Starling) - Egy ágyban az ellenséggel – Julia Roberts (Laura Williams Burney) - Ollókezű Edward – Winona Ryder (Kim Boggs) - Tranzit a mindenhatóhoz – Meryl Streep (Julia) |
| Legjobb férfi mellékszereplő | Legjobb női mellékszereplő |
| - Bill és Ted haláli túrája – William Sadler (Halál) - Ollókezű Edward – Alan Arkin (Bill Boggs) - Egy ágyban az ellenséggel –Patrick Bergin (Martin Burney) - The Dark Backward – Wayne Newton (Jackie Chrome) - Terminátor 2. – Az ítélet napja – Robert Patrick (T-1000) - Robin Hood, a tolvajok fejedelme – Alan Rickman (A nottinghami bíró) | - A halászkirály legendája – Mercedes Ruehl (Anne Napolitano) - Spionfióka – Robin Bartlett (Patricia Grober) - Rocketeer – Jennifer Connelly (Jenny Blake) - Robin Hood, a tolvajok fejedelme – Mary Elizabeth Mastrantonio (Marian kisasszony) - Tortúra – Frances Sternhagen (Virginia) - Ollókezű Edward – Dianne Wiest (Peg Boggs) |
| Legjobb rendező | Legjobb forgatókönyv |
| - Terminátor 2. – Az ítélet napja – James Cameron - Az örök Frankenstein – Roger Corman - Spionfióka – William Dear - A bárányok hallgatnak – Jonathan Demme - A halászkirály legendája – Terry Gilliam - A gyilkos testrész – Eric Red | - A bárányok hallgatnak – Ted Tally - Tranzit a mindenhatóhoz – Albert Brooks - A halászkirály legendája – Richard LaGravenese - Villamosszék Kft. – Charles Gale - Tortúra – William Goldman - Terminátor 2. – Az ítélet napja – James Cameron, William Wisher Jr. |
| Legjobb filmzene | Legjobb jelmez |
| - A gyilkos testrész – Loek Dikker - Ollókezű Edward – Danny Elfman - Villamosszék Kft. – Steve Bartek - A bárányok hallgatnak – Howard Shore - Egy ágyban az ellenséggel – Jerry Goldsmith - Warlock – Jerry Goldsmith | - The Rocketeer – Marilyn Vance - Ollókezű Edward – Colleen Atwood - A halászkirály legendája – Beatrix Aruna Pasztor - Az örök Frankenstein – Franca Zucchelli - Robin Hood, a tolvajok fejedelme – John Bloomfield - A bárányok hallgatnak – Colleen Atwood |
| Legjobb smink | Legjobb különleges effektek |
| - A bárányok hallgatnak – Carl Fullerton, Neal Martz - A gyilkos testrész – Gordon J. Smith - Az élőhalottak éjszakája – John Vulich, Everett Burrell - Eszelős szívatás – David B. Miller - Ragadozó 2. – Stan Winston, Scott H. Eddo - Terminátor 2. – Az ítélet napja – Stan Winston, Jeff Dawn                                                 | - Terminátor 2. – Az ítélet napja – Stan Winston (Industrial Light & Magic (ILM), Fantasy II Film Effects, 4–Ward Productions) - Bill és Ted haláli túrája – Richard Yuricich, Kevin Yagher (Video Image) - Az örök Frankenstein – Syd Dutton, Bill Taylor, Gene Warren Jr. (Illusion Arts Inc.) - Ragadozó 2. – Stan Winston, Joel Hynek (R/Greenberg Associates Inc.) - Rocketeer – Ken Ralston (Industrial Light & Magic) - Warlock – (Perpetual Motion Pictures, Dream Quest Images) |
| Legjobb házimozis megjelenés | |
| - Soultaker - Hider in the House - Pale Blood - A pokol ingája - Agyfürkészők II: Az új rend - Gyilkos magzat | |

### Televízió
| Legjobb televíziós műsor |
| --- |
| - Dark Shadows - Halálos igézet - Psycho 4: Ahogyan kezdődött - Quantum Leap – Az időutazó - Star Trek: Az új nemzedék - Mesék a kriptából |

### Különdíj
- George Pal Memorial Award: Gene Roddenberry
- Életműdíj: Arnold Schwarzenegger
- President's Award: Robert Shaye
- Special Award: Ray Harryhausen

## Fordítás
- Ez a szócikk részben vagy egészben  a(z)   18th Saturn Awards című angol Wikipédia-szócikk fordításán alapul.  Az eredeti cikk szerkesztőit annak laptörténete sorolja fel. Ez a jelzés csupán a megfogalmazás eredetét és a szerzői jogokat jelzi, nem szolgál a cikkben szereplő információk forrásmegjelöléseként.